# Bob Ingarao
Bob Ingarao, de son vrai nom Roch Robert Ingarao, né le 2 janvier 1916 à Tunis et mort le 10 septembre 1998 dans le 18e arrondissement de Paris, est un acteur français.

## Filmographie partielle

### Cinéma
| Année | Titre du film                       | Réalisateur           | Rôle                                         |
| ----- | ----------------------------------- | --------------------- | -------------------------------------------- |
| 1947  | Antoine et Antoinette               | Jacques Becker        | Un spectateur                                |
| 1947  | Quai des Orfèvres                   | Henri-Georges Clouzot | Un inspecteur                                |
| 1948  | Cargaison clandestine               | Alfred Rode           |                                              |
| 1949  | Valse brillante                     | Jean Boyer            | Un pochard                                   |
| 1950  | Boîte à vendre                      | Claude-André Lalande  |                                              |
| 1951  | La Poison                           | Sacha Guitry          | Un homme qui porte Paul à la sortie du car   |
| 1953  | Femmes de Paris                     | Jean Boyer            | Arsène l'édenté                              |
| 1953  | Maternité clandestine               | Jean Gourguet         | Un gangster                                  |
| 1953  | Les Compagnes de la nuit            | Ralph Habib           | Un mauvais garçon                            |
| 1953  | L'Ennemi public numéro un           | Henri Verneuil        | Le chef de la Police                         |
| 1954  | La rafle est pour ce soir           | Maurice Dekobra       | Jojo                                         |
| 1954  | Si Versailles m'était conté...      | Sacha Guitry          | Un révolutionnaire                           |
| 1954  | Ah ! les belles bacchantes          | Jean Loubignac        | Le joueur de cartes à l'as de cœur à Chicago |
| 1954  | Huis clos                           | Jacqueline Audry      | Suarez, un révolutionnaire                   |
| 1954  | Ali Baba et les Quarante voleurs    | Jacques Becker        | Un bandit                                    |
| 1954  | Crainquebille                       | Ralph Habib           |                                              |
| 1955  | Gas-oil                             | Gilles Grangier       | Le chauffeur de la bande                     |
| 1956  | Si Paris nous était conté           | Sacha Guitry          | Un drille                                    |
| 1957  | Les Suspects                        | Jean Dréville         | Bernard, un employé de la D.S.T.             |
| 1957  | Le Triporteur                       | Jacques Pinoteau      | Boulet-de-canon                              |
| 1957  | Alerte aux Canaries                 | André Roy             | Francisco                                    |
| 1960  | Boulevard                           | Julien Duvivier       | Louis Arnavon, un boxeur                     |
| 1960  | Quai du Point-du-Jour               | Jean Faurez           | Un ouvrier                                   |
| 1967  | Le Soleil des voyous                | Jean Delannoy         | Un complice des malfrats                     |
| 1968  | Ho !                                | Robert Enrico         | Schneider                                    |
| 1969  | Le Cerveau                          | Gérard Oury           |                                              |
| 1969  | Sous le signe du taureau            | Gilles Grangier       | Un ouvrier au restaurant                     |
| 1970  | Le Dernier Saut                     | Édouard Luntz         | Le contrôleur du bal                         |
| 1973  | Prenez la queue comme tout le monde | Jean-François Davy    |                                              |
| 1983  | Banzaï                              | Claude Zidi           | Le chef de gare                              |

### Télévision
- 1976 : Les Brigades du Tigre de Victor Vicas, épisode : Le cas Valentin